# Ephyrodes implens
Ephyrodes implens är en fjärilsart som beskrevs av Walker 1858. Ephyrodes implens ingår i släktet Ephyrodes och familjen nattflyn. Inga underarter finns listade i Catalogue of Life.